# Asclepias amplexicaulis

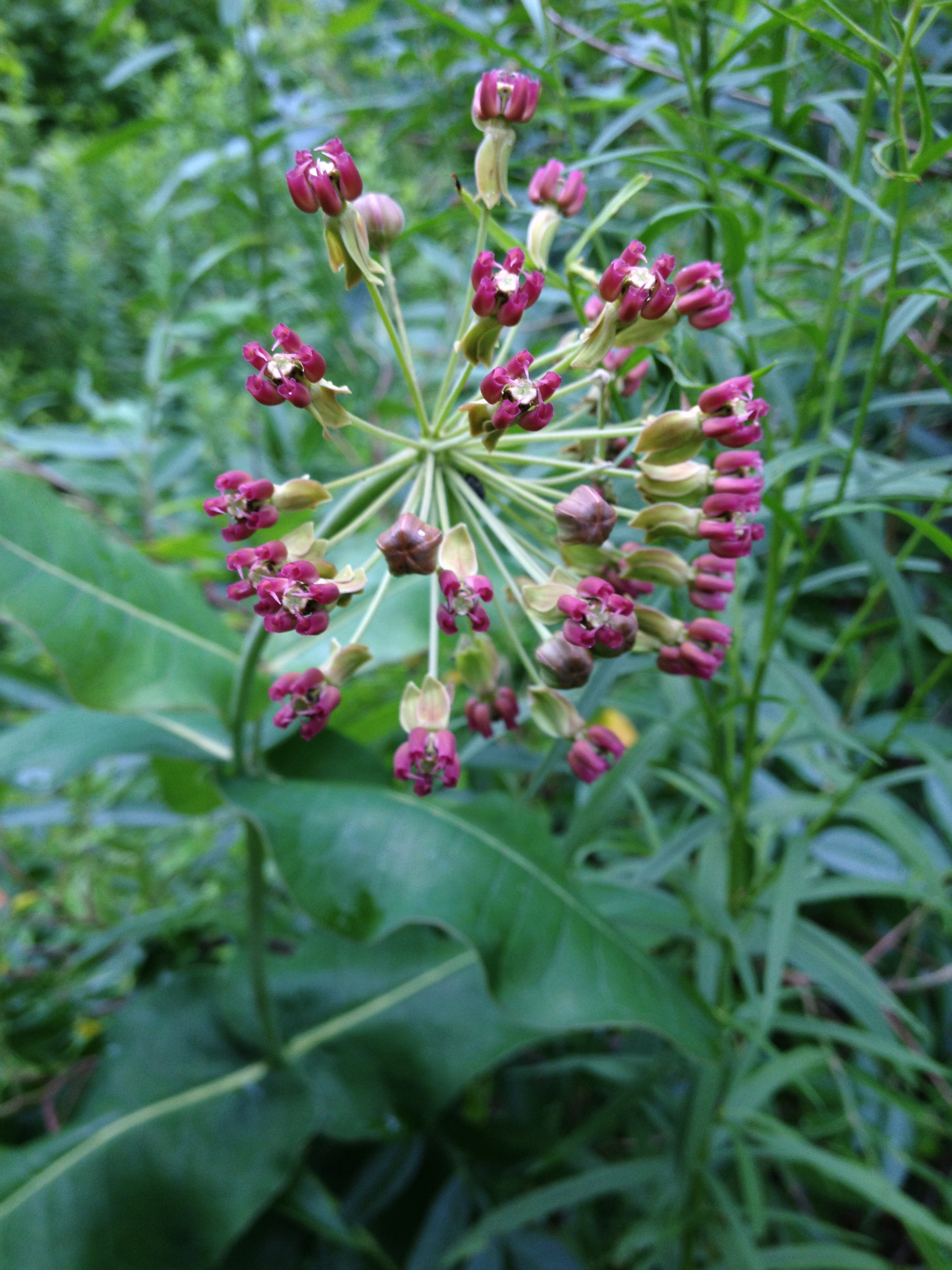
Blütenstand und Blätter

Asclepias amplexicaulis (engl. Clasping Milkweed oder Blunt-leaved Milkweed) ist eine Pflanzenart der Gattung Seidenpflanzen (Asclepias) aus der Unterfamilie der Seidenpflanzengewächse (Asclepiadoideae). Sie ist in Nordamerika heimisch.

## Merkmale

### Vegetative Merkmale
Asclepias amplexicaulis ist eine aufrecht wachsende, ausdauernde, krautige Pflanze mit steifen, unverzweigten und kahlen Stängeln, die 40 bis 90 cm (30 bis 100 cm) hoch werden. Die Oberfläche ist wachsartig und weißlich. Die häutigen bis leicht ledrigen Blätter sind stiellos bzw. sessil und gegenständig. Es sind zwei bis zu fünf Blattpaare vorhanden, die weit auseinander stehen. Die Blattspreiten sind im Umriss breit-eiförmig, eiförmig bis länglich-lanzettlich; sie werden bis etwa 7,5 bis 12,5 cm lang (3 bis 5 Zoll). Gewöhnlich sind sie etwa zwei- bis dreimal länger als breit. Die Spreitenspitze (Apex) ist breit gerundet bis stumpfwinklig, häufig auch in einem kleinen, aufgesetzten Spitzchen endend (mucronat). Die Basis ist breit herzförmig und umfasst den Stängel (amplexicaul). Die Blätter sind mehr oder weniger intensiv grünlich und haben häufig wellige Ränder. Die Mittelrippe ist häufig auch rötlich gefärbt.

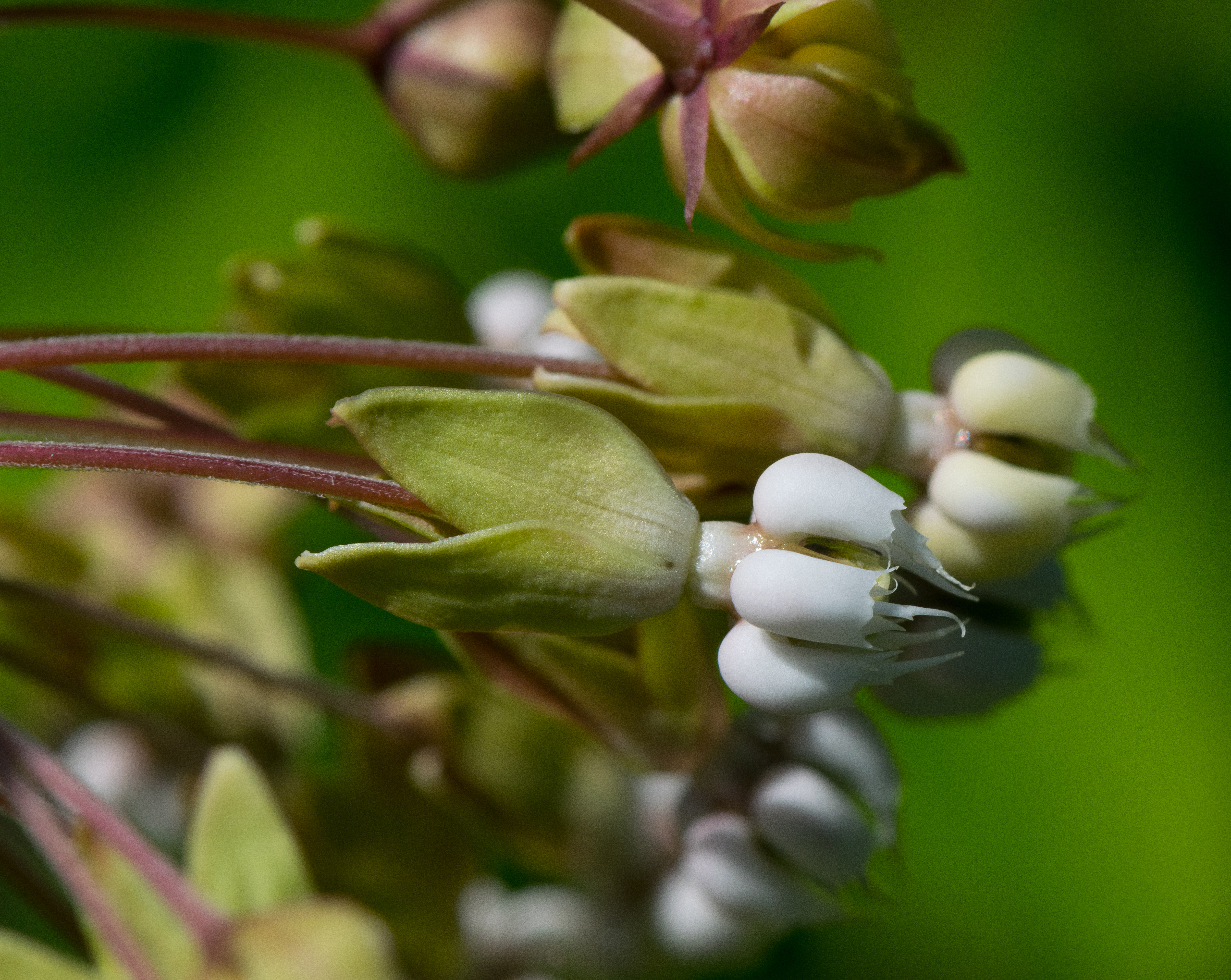
Nahaufnahme einer Blüte, mit den röhrenförmigen Nebenkronenzipfeln, Rand oben unregelmäßig gezähnelt

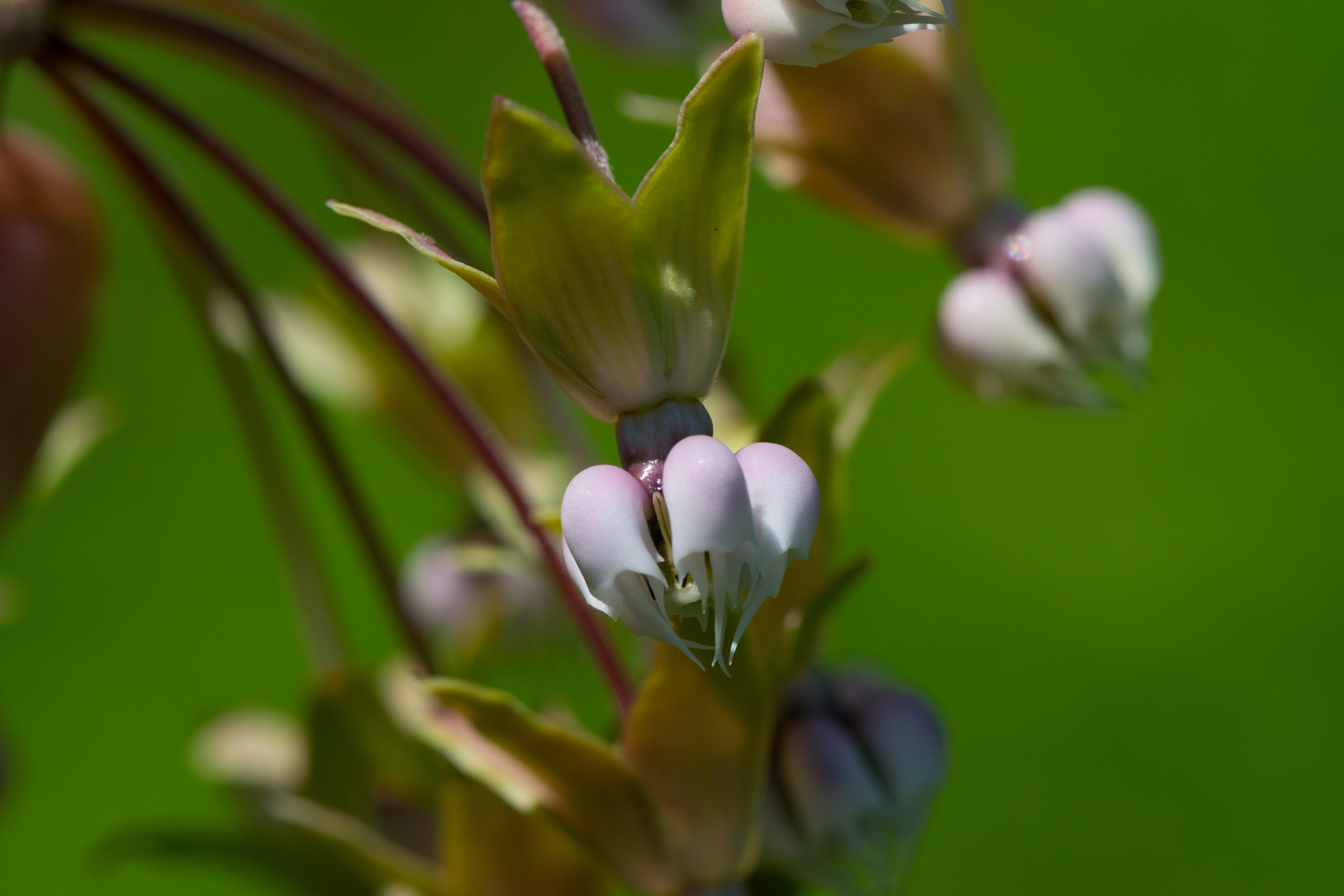
Nahaufnahme einer Blüte, mit den röhrenförmigen Nebenkronenzipfeln, Rand oben außen zu einer Spitze ausgezogen

### Blütenstand und Blüten
Die solitären Blütenstände sind fast immer endständig, selten entspringen sie auch seitlich aus dem obersten Blattachseln. Sie stehen aufrecht, sind halbkugelig, relativ offen und vielblütig mit etwa 10 bis 30 Blüten. Meist ist aber nur ein Blütenstand pro Pflanze ausgebildet, selten mehr. Die Blütenstandsstiele sind steif und 10 bis 30 cm lang; entspringen sie seitlich einer Blattachsel, sind sie etwas kürzer. Gewöhnlich sitzt der Blütenstand etwa 30 cm über dem obersten Blattpaar. Die Blütenstiele sind ebenfalls steif, 2 bis 5 cm lang und leicht nach oben und zur Mitte des doldenförmigen Blütenstandes hin gebogen. Der Schaft des Blütenstands und die Blütenstiele sind oft leicht rötlich. Die fünfzähligen zwittrigen Blüten sind zygomorph und besitzen eine doppelte Blütenhülle. Sie sind vergleichsweise groß und radförmig mit fast vollständig zurück gebogenen Kronblattzipfeln. Die kahlen Kelchblätter sind lanzettlich und 3 bis 5 mm lang, die Kronblattzipfel werden 9 bis 11 mm lang. Letztere sind grünlich und mehr oder weniger violett oder rosé getönt. Das Gynostegium bzw. die Nebenkrone ist violett, blass violett oder roséfarben und kurz gestielt. Der Stiel ist zylindrisch und etwa 2 mm lang. Er misst etwa 2,5 bis 3 mm im Durchmesser. Die Zipfel der staminalen Nebenkrone sind länglich- röhrenförmig und etwa 5 mm lang. Der obere Rand kann außen zu einer stumpfen Spitze ausgezogen sein, oder der Rand kann auch leicht gezähnelt sein. Die hornförmigen Sekundärfortsätze liegen über die Hälfte der Länge an den Zipfeln innen an und überragen die röhrenförmigen Zipfel um etwa die Hälfte. Sie sind abgeflacht und am oberen Ende nach innen über den Griffelkopf gekrümmt. Der Griffelkopf ist breit zylindrisch, 3 bis 3,5 mm lang und etwa 3 mm breit.

### Früchte und Samen
Die dünnen, spindelförmigen, oft paarigen Balgfrüchte stehen aufrecht auf abwärts gebogenen Stielen. Sie sind 10 bis 16 cm lang, mit einem maximalen Durchmesser von 1 bis 2 cm etwas unterhalb der Mitte. Die Außenseite ist glatt, kahl und grünlich. Die Samen sind breit-eiförmig und 6 bis 9 mm lang. Der blass gelbbraune Haarschopf wird 4 bis 6 cm lang.

### Ähnliche Arten
Asclepias amplexicaulis ähnelt der Gewöhnlichen Seidenpflanze (Asclepias syriaca), die jedoch gestielte, größere Blätter hat, und die den Stängel nicht umschließen. Diese Art wird außerdem wesentlich größer.

## Geographische Verbreitung und Ökologie
Das Verbreitungsgebiet der Art erstreckt sich von der nordamerikanischen Ostküste (von New Hampshire bis Florida) bis nach Nebraska, Kansas, Oklahoma und Texas im Westen.
Die Art kommt in offenen Kiefern-, Wacholder- oder Eichenwäldern, in Prärien und alten, schon befestigten Sanddünen vor. Von diesen Standorten kann sie sich auch auf Lichtungen, angrenzendes Weideland, Straßenrändern und Bahntrassen verbreiten. Die Exemplare wachsen hauptsächlich in sandigen Böden oder Schotterböden. Die Blütezeit ist von März bis September (April bis Juni).

## Taxonomie
Das Taxon wurde von James Edward Smith erstmals beschrieben.
Asclepias amplexicaulis hybridisiert gelegentlich mit Asclepias humistrata.

## Belege